# Marion (Alabama)
Marion ist eine Stadt mit dem Status „City“ und Verwaltungssitz (County Seat) des Perry County im US-Bundesstaat Alabama. Das U.S. Census Bureau hat bei der Volkszählung 2020 eine Einwohnerzahl von 3.176 ermittelt.

## Geographie
Die Stadt liegt etwa 70 Kilometer südöstlich von Tuscaloosa, 100 Kilometer nordwestlich von Montgomery und 120 Kilometer südwestlich von Birmingham. Der Cahaba River tangiert Marion im Osten.

## Geschichte
Erste Siedler ließen sich 1817 in der Gegend nieder, die zuvor von den Choctaw bewohnt worden und nach dem Creek-Krieg von 1813/14 an die Vereinigten Staaten gefallen war, und nannten den Ort Muckle Ridge. Zu Ehren des Generals Francis Marion, der sich große Verdienste während des Amerikanischen Unabhängigkeitskriegs erworben hatte, wurde er in Marion umbenannt. Die Stadt machte sich durch die Gründung von Universitäten und Schulen einen Namen. So wurde die Alabama State University im Jahre 1867 gegründet, die ihren Sitz inzwischen jedoch in die Bundeshauptstadt Montgomery verlagert hat. Die Samford University verlegte ihren Sitz später nach Birmingham. Das Judson College und das Marion Military Institute sind hingegen weiterhin in Marion angesiedelt.
Während der Zeit der Bürgerrechtsbewegung machte Marion Negativschlagzeilen.
1958 wurde der schwarze Handwerker Jimmy Wilson für den Diebstahl von 1,95 US-Dollar zum Tode verurteilt. Wilsons Fall führte zu internationalen Protesten und täglich gingen 1000 Briefe an den Gouverneur James Folsom ein. Nachdem der Alabama Supreme Court das Urteil bestätigt hatte, schrieb der Außenminister John Foster Dulles an Folsom und beschrieb den Imageschaden, den die USA durch dieses Urteil erlitten. Wegen des Imageschadens begnadigte Folsom Wilson schließlich und wandelte die Strafe in eine lebenslange Freiheitsstrafe um.
1964 wurde der Afroamerikaner Jimmie Lee Jackson durch den weißen Alabama State Trooper James Bonard Fowler grundlos erschossen. Martin Luther King predigte bei Jacksons Beerdigung. Erst 2007 wurde Fowler für dieses Verbrechen angeklagt.
Heute ist die Stadt auch im Tourismus aktiv und wirbt mit Touren zum sehr fischreichen Cahaba River.

## Demografische Daten
Im Jahr 2013 wurde eine Einwohnerzahl von 3546 Personen ermittelt. Das Durchschnittsalter lag zu diesem Zeitpunkt mit 25,2 Jahren deutlich unterhalb des Wertes von Alabama, der 38,3 Jahre betrug. 63,9 % der Einwohner sind Afroamerikaner.

## Kultur und Sehenswürdigkeiten
Folgende historisch wertvolle Gebäude und Plätze sind vom National Park Service in der Liste der Einträge im National Register of Historic Places im Perry County aufgeführt:
- Chapel and Lovelace Hall at Marion Military Institute
- First Congregational Church of Marion
- Green Street Historic District
- Henry House
- Judson College Historic District
- Kenworthy Hall
- Marion Courthouse Square Historic District
- Marion Female Seminary
- Phillips Memorial Auditorium
- President’s House at Marion Institute
- Siloam Baptist Church
- West Marion Historic District.

Von diesen zwölf Einträgen (Stand 29. Mai 2021) im National Register of Historic Places („Nationales Verzeichnis historischer Orte“; NRHP) hat die Kenworthy Hall den Status eines National Historic Landmarks („Nationales historisches Wahrzeichen“).

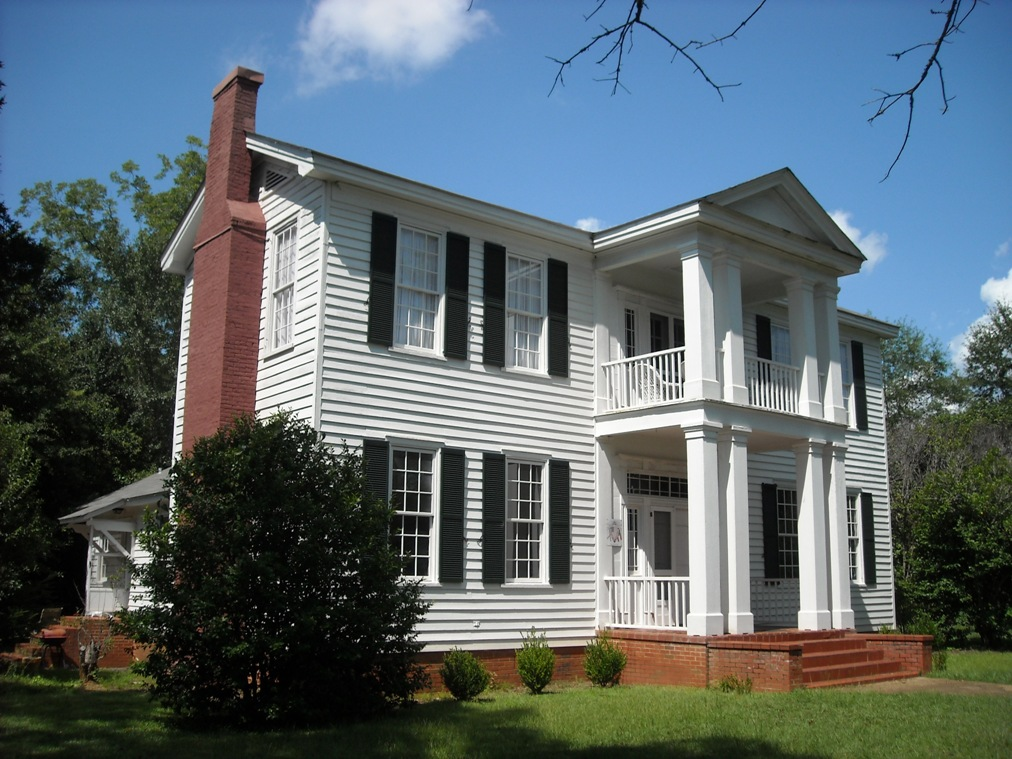
Green Street Historic District, seit Mai 1979 im NRHP eingetragen.
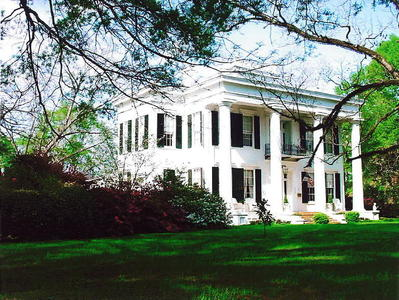
Reverie im West Marion Historic District, der seit April 1993 im NRHP eingetragen ist.
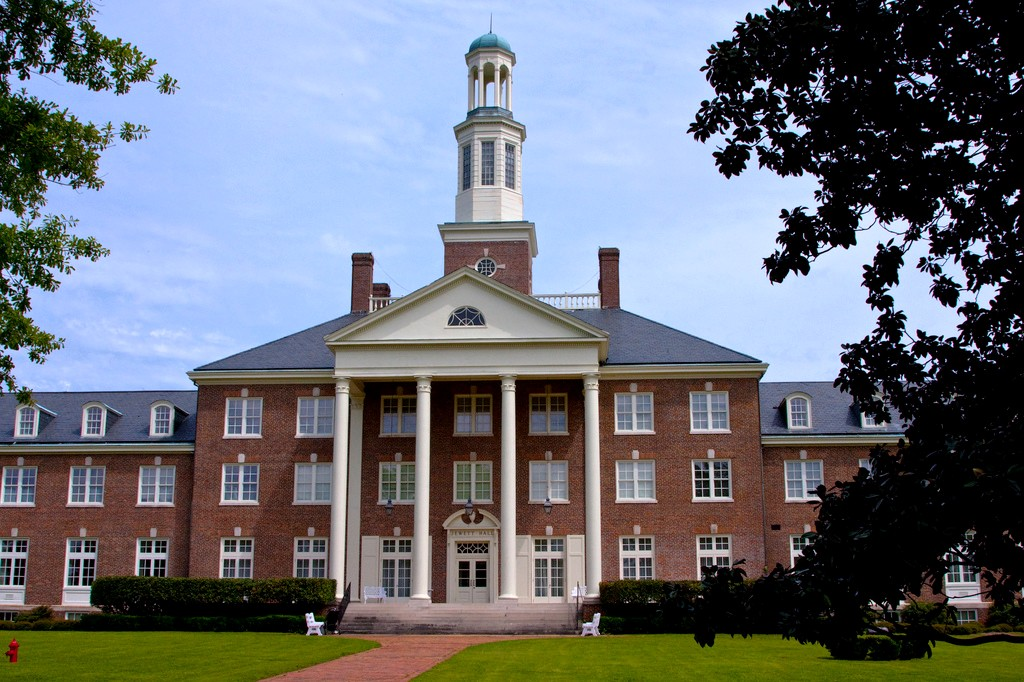
Judson College Historic District, seit Februar 1993 im NRHP eingetragen.

## Söhne und Töchter der Stadt
- Hal Kemp (1904–1940), Jazz-Musiker
- Coretta Scott King (1927–2006), Ehefrau von Martin Luther King